# Pholodes australasiaria
Pholodes australasiaria är en fjärilsart som beskrevs av Jean Baptiste Boisduval 1832. Pholodes australasiaria ingår i släktet Pholodes och familjen mätare. Inga underarter finns listade i Catalogue of Life.